# Плавунов, Владимир Яковлевич
Владимир Яковлевич Плавунов (15 августа 1949) – советский и российский игрок в хоккей с мячом и тренер. Заслуженный мастер спорта СССР (хоккей с мячом), семикратный чемпион мира.

## Биография
В.Я. Плавунов с 1967 по 1990 годы выступал за московское «Динамо», в составе которого 7 раз становился чемпионом страны.
Привлекался в сборную СССР, в составе которой семь раз стал чемпионом мира.
В 1990 году уехал в Норвегию, где будучи играющим тренером «Сапсборга» стал чемпионом Норвегии.
В 1994/95 году в последний раз выходит на лёд в качестве игрока. И снова в форме московского «Динамо».
В 1996-2004 (январь), 2004/2005, 2009-2011 – главный тренер московского «Динамо». Под руководством Плавунова В.А. московское «Динамо» стало победителем первенства России для команд первой лиги 2004/2005 годов, чемпионом России 2009/2010 годов, серебряным призёром чемпионата России 2010/2011 годов, обладателем Кубка России 2010/2011, 2011 (осень) годов.

## Достижения

### хоккей с мячом
– Чемпион СССР – 1969, 1970, 1972, 1973, 1975, 1976, 1978 

 – Серебряный призёр чемпионата СССР – 1968, 1971, 1974, 1977, 1984, 1987, 1988 

 – Бронзовый призёр чемпионата СССР – 1986

 – Обладатель Кубка СССР – 1987 

 – Финалист Кубка СССР – 1988, 1989
 – Чемпион Норвегии — 1992
 – Обладатель Кубка европейских чемпионов – 1975, 1976, 1978
- В список 22 лучших игроков сезона входил 20 раз – 1970, 1971, 1972, 1973, 1974, 1975, 1976, 1977, 1978, 1979, 1980, 1981, 1982, 1983, 1984, 1985, 1986, 1987, 1988, 1989.
- Лучший полузащитник сезона – 1973, 1974, 1976, 1977, 1978, 1979, 1980, 1981, 1982, 1983, 1984, 1985, 1986, 1987, 1988, 1989.

 – Чемпион мира – 1971, 1973, 1975, 1977, 1979, 1985, 1989 

 – Серебряный призёр чемпионата мира – 1981, 1983 

 – Бронзовый призёр чемпионата мира – 1987